# نیژنی چالگان
نیژنی چالگان (به لاتین: Nizhny Dzhalgan) یک منطقهٔ مسکونی در روسیه است که در داغستان واقع شده‌است.